# KOLPAK
KOLPAK – rozległa sieć komputerowa tworzona od 1992 r. przez Polskie Koleje Państwowe. Opiera się na protokole transmisji X.25 i jest realizowana na wewnętrznych łączach firmy PKP. Została oddana do użytku w listopadzie 1994 roku.